# 维莱勒塞克 (默兹省)
维莱勒塞克（法語：Villers-le-Sec，法語發音：[vilɛʁ lə sɛk]）是法国默兹省的一个市镇，属于巴勒迪克区。

## 地理
维莱勒塞克（48°37'15"N, 5°17'48"E）面积6.99 平方千米，位于法国大東部大區默兹省，该省份为法国西北部内陆省份，北与比利时接壤，西接马恩省和阿登省，南至上马恩省和孚日省，东临默尔特-摩泽尔省。
与维莱勒塞克接壤的市镇（或旧市镇、城区）包括：索河畔达马里、日夫罗瓦勒、埃维利耶、利尼昂巴鲁瓦、隆若、楠图瓦。

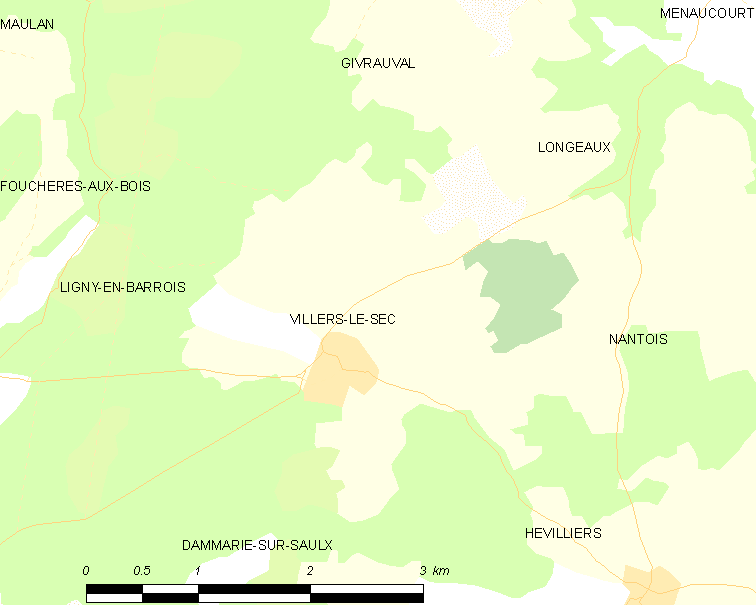
的OSM定位图

维莱勒塞克的时区为UTC+01:00、UTC+02:00（夏令时）。

## 行政
维莱勒塞克的邮政编码为55500，INSEE市镇编码为55562。

## 政治
维莱勒塞克所属的省级选区为利尼昂巴鲁瓦县。

## 人口

1962-2008年间人口变化图示

维莱勒塞克于2022年1月1日时的人口数量为127人。